# Sudoeste Asiático

Ásia Ocidental

O Sudoeste Asiático, ou Ásia Ocidental, é uma região da Ásia definida pelas Nações Unidas, sendo uma das macrorregiões na qual a Ásia está dividida e delimitada a oeste pelo mar Mediterrâneo e pelo mar Vermelho, a sul pelo oceano Índico, a leste pelas cadeias montanhosas do Baluchistão e o Indocuche e a norte pelo mar Negro e pela cadeia montanhosa do Cáucaso.
A região faz fronteira com Afeganistão, Paquistão, Rússia e Turcomenistão

## Países
A Ásia Ocidental inclui 15 países:
- Arábia Saudita
- Bahrein
- Chipre
- Península do Sinai (leste do  Egito)
- Irão
- Iraque
- Israel
- Jordânia
- Kuwait
- Líbano
- Omã
- Catar
- Palestina: (Faixa de Gaza e Cisjordânia)
- Síria
- Emirados Árabes Unidos
- Iêmen, excepto a ilha de Socotorá
- As partes asiáticas de:
  -  Turquia: Ásia Menor ou Anatólia; não é incluída a parte europeia: (Trácia Oriental ou Rumélia)

A Anatólia, Arábia, Transcaucásia, Levante, e Mesopotâmia são sub-regiões da Ásia Ocidental.